# 四川巡撫
四川巡撫，全稱巡撫四川等處地方兼提督軍務，明朝中後期到清朝前期設立的一個巡撫職位。

## 沿革
- 景泰元年，建制，轄區包括除松潘軍民指揮使司外四川全境[1]。
- 景泰三年，罷。
- 天順六年，恢復，包括松藩軍民指揮使司。
- 弘治元年，因松藩巡撫恢復建制，松藩軍民指揮使司別屬。
- 弘治四年，松藩巡撫廢。
- 正德六年，松藩巡撫設。
- 正德七年，酉陽宣撫司別屬貴州巡撫。
- 嘉靖三十八年，東川府別屬雲南巡撫。
- 隆慶三年，建昌府別屬雲南巡撫。
- 乾隆十三年，裁撤，合并到四川总督。

## 歷任巡撫

### 明朝（宣德～正德年間）
| 姓名   | 生卒年        | 字   | 籍贯           | 出任年                 | 卸任年                 | 备注 |
| ------ | ------------- | ---- | -------------- | ---------------------- | ---------------------- | --- |
| 胡廙   | 1373年—1440年 | 致恭 | 南直隸廣德     | 宣德三年（1428年）     | 宣德六年（1431年）     | 永樂元年國子監生。宣德三年五月丙寅自都察院左副都御史巡視提督採木；宣德六年五月甲申因上疏《廣德不養馬疏》直諫忤上，又巴縣知縣雷升攻訐其貪虐自恣。先命謫遼東，旋改降為福建右參政。           |
| 賈諒   | 1382年—1439年 | 子信 | 山東嶧縣       | 宣德八年（1433年）     | 宣德九年（1434年）     | 永樂九年辛卯科舉人。宣德八年夏四月甲申自行在都察院右副都御史調任捕盜；宣德九年三月戊戌敕令改鎮守湖廣。                                                                                     |
| 李匡   | 1400年—1465年 | 存翼 | 浙江太平       | 景泰元年（1450年）     | 景泰三年（1452年）     | 號復齋，更號肅齊。景泰元年二月壬辰由四川按察副使改右僉都御史升任；景泰三年七月甲午因太子少師兼吏部左侍郎江淵劾其不能修職，召還京。十一月己未下詔獄，四年四月黜為民。                       |
| 陳泰   | 1403年—1469年 | 吉亨 | 福建光澤       | 天順六年（1462年）     | 天順八年（1464年）     | 號文舉。天順六年八月戊寅由廣東按察副使改左僉都御史升任；天順八年八月乙未陞右副都御史總督漕運兼巡撫鳳陽。                                                                                   |
| 汪浩   | 1417年—1474年 | 弘初 | 湖廣石首       | 天順八年（1464年）     | 成化五年（1469年）     | 天順八年十月甲午由四川按察使司僉事改右僉都御史升任。成化元年十月辛巳改左僉都御史，三年五月丁丑陞左副都御史；成化五年七月戊申因與四川總兵芮成互相參劾，逮下詔獄。明年正月癸卯遣戍獨石口衛。 |
| 黃琛   | 1413年—1473年 | 廷獻 | 福建將樂       | 成化六年（1470年）     | 成化七年（1471年）     | 成化六年二月辛未自南京戶部右侍郎調任；成化七年閏九月甲辰召還於京。 |
| 胡靖   | 1425年—1492年 | 汝寧 | 江西德興       | 成化七年（1471年）     | 成化七年（1471年）     | 又字尚愚。成化七年冬十月己巳至十二月丁酉自四川巡按御史代理。 |
| 夏壎   | 1426年—1479年 | 宗成 | 浙江天臺       | 成化八年（1472年）     | 成化十年（1474年）     | 成化八年正月庚申由江西左布政使改右副都御史升任；成化十年十月甲申致仕。 |
| 張瓚   | 1427年—1481年 | 宗器 | 湖廣孝感       | 成化十年（1474年）     | 成化十四年（1478年）   | 成化十年十月丁亥由浙江左布政使改右副都御史升任；成化十四年五月癸酉遷戶部左侍郎。 |
| 孫仁   | 1418年—1489年 | 世榮 | 南直隸貴池     | 成化十四年（1478年）   | 成化二十一年（1485年） | 成化十四年五月丙子由陝西左布政使改右副都御史升任；成化二十一年十一月辛未遷戶部左侍郎。 |
| 劉璋   | 1429年—1511年 | 廷信 | 福建南平       | 成化二十一年（1485年） | 成化二十三年（1487年） | 成化二十一年十二月庚辰自鄖陽巡撫調任；成化二十三年十二月己巳遷工部右侍郎。 |
| 謝士元 | 1425年—1494年 | 仲仁 | 福建長樂       | 成化二十三年（1487年） | 弘治二年（1489年）     | 號約庵。成化二十三年十二月庚酉由四川右布政使改右副都御史升任；弘治二年三月己未為四川右參政吳禋訐奏，召還下詔獄偵訊。                                                                       |
| 丘鼐   | 1432年—1498年 | 宗用 | 江西貴溪       | 弘治二年（1489年）     | 弘治三年（1490年）     | 弘治二年三月癸亥由陝西按察副使改右僉都御史升任；弘治三年十月辛酉致仕。 |
| 邢表   | 1430年—1491年 | 居正 | 順天府文安     | 弘治三年（1490年）     | 弘治四年（1491年）     | 弘治三年十月庚午由四川左布政使改右副都御史升任；弘治四年十二月乙酉卒於任。 |
| 梁璟   | 1430年—1502年 | 廷美 | 山西崞縣       | 弘治五年（1492年）     | 弘治七年（1494年）     | 弘治五年二月丁巳起服闕原巡撫湖廣右副都御史就任；弘治七年五月乙卯遷南京吏部右侍郎。 |
| 馮俊   | 1430年—1496年 | 士彥 | 廣西宜山       | 弘治七年（1494年）     | 弘治九年（1496年）     | 弘治七年六月壬戌由廣東左布政使改右副都御史升任；弘治九年七月庚戌卒於任。 |
| 潘蕃   | 1438年—1516年 | 廷芳 | 浙江崇德       | 弘治九年（1496年）     | 弘治十三年（1500年）   | 隸留守後衛官籍。弘治九年八月辛丑由湖廣左布政使改右副都御史升任；弘治十三年五月壬申遷南京兵部右侍郎。                                                                                       |
| 劉纓   | 1442年—1523年 | 與清 | 南直隸蘇州     | 弘治十三年（1500年）   | 弘治十四年（1501年）   | 號鐵柯，蘇州府衛軍籍。弘治十三年五月乙亥由太僕寺少卿改右僉都御史升任；弘治十四年十二月戊辰以疾歸。                                                                                         |
| 林普長 | 1445年—1508年 | 元甫 | 福建莆田       | 弘治十四年（1501年）   | 弘治十七年（1504年）   | 以字行，號豫齋。弘治十四年十二月壬申由陝西左布政使改右副都御史升任；弘治十七年二月乙未遷貴州巡撫。                                                                                         |
| 劉洪   | 1446年—1515年 | 希範 | 湖廣鍾祥       | 弘治十七年（1504年）   | 弘治十八年（1505年）   | 弘治十七年二月乙未自貴州巡撫調任；弘治十八年十月壬戌丁憂。 |
| 劉纓   | 1442年—1523年 | 與清 | 南直隸蘇州     | 弘治十八年（1505年）   | 正德二年（1507年）     | 號鐵柯。弘治十八年十一月戊子病瘉復任；正德二年七月癸丑遷湖廣巡撫，贊理軍務。 |
| 林俊   | 1452年—1527年 | 待用 | 福建莆田       | 正德四年（1509年）     | 正德六年（1511年）     | 號見素。正德四年十二月辛亥自巡撫湖廣右副都御史調任；正德六年六月加陞右都御史銜，十一月丙辰致仕。                                                                                           |
| 高崇熙 | 1466年—1514年 | 文明 | 山西石州       | 正德六年（1511年）     | 正德八年（1513年）     | 正德六年十二月庚辰自松藩巡撫調任；正德八年三月癸巳因川匪廖麻子復叛，逮下詔獄。 |
| 馬昊   | 1465年—1534年 | 宗大 | 寧夏銀川       | 正德八年（1513年）     | 正德十四年（1519年）   | 正德八年三月丁酉由四川按察副使改右僉都御史升任；正德十四年六月辛巳因去年征討松藩各寨兵敗，隱匿戰情，事發逮下詔獄。                                                                         |
| 盛應期 | 1475年—1536年 | 思徵 | 南直隸吳江     | 正德十四年（1519年）   | 正德十五年（1520年）   | 號值庵。正德十四年七月戊戌由陝西左布政使改右副都御史升任；正德十五年七月甲寅丁憂，候代至十月。                                                                                             |
| 胡世寧 | 1470年—1531年 | 永清 | 浙江杭州府仁和 | 正德十五年（1520年）   | 正德十六年（1521年）   | 號靜菴。正德十五年十一月壬申由湖廣按察使改右僉都御史升任；正德十六年七月甲子遷吏部右侍郎。                                                                                                 |

### 明朝（嘉靖～隆慶年間）
| 姓名   | 生卒年         | 字   | 籍贯           | 出任年                 | 卸任年                 | 备注 |
| ------ | -------------- | ---- | -------------- | ---------------------- | ---------------------- | --- |
| 許庭光 | 1471年—1525年  | 本謙 | 河南河陰       | 正德十六年（1521年）   | 嘉靖二年（1523年）     | 正德十六年七月甲戌由總督漕運兼巡撫鳳陽右僉都御史降補；嘉靖二年五月甲戌遷貴州巡撫。                                                     |
| 湯沐   | 1460年—1532年  | 新之 | 南直隸江陰     | 嘉靖二年（1523年）     | 嘉靖三年（1524年）     | 號沂樂。嘉靖二年五月乙亥自貴州巡撫調任；嘉靖三年六月癸丑遷大理寺卿。                                                                   |
| 王軏   | 1469年—1546年  | 載卿 | 北直隸開平     | 嘉靖三年（1524年）     | 嘉靖四年（1525年）     | 嘉靖三年六月自順天府尹改右副都御史調任；嘉靖四年八月戊子陞遷工部右侍郎暨右僉都御史總理大木。                                           |
| 鄭毅   | 約1470～1534年 | 立之 | 江西上饒       | 嘉靖四年（1525年）     | 嘉靖六年（1527年）     | 號岩山。嘉靖四年八月癸卯由浙江左布政使改右副都御史升任；嘉靖六年五月辛巳遷南京右副都御史。                                             |
| 王廷相 | 1474年—1544年  | 子衡 | 河南儀封       | 嘉靖六年（1527年）     | 嘉靖六年（1527年）     | 號浚川。嘉靖六年五月戊子由山東右布政使改右副都御史升任，九月辛卯回都察院理院事。                                                       |
| 丁沂   | 1477年－1531年 | 宗魯 | 應天府溧水     | 嘉靖六年（1527年）     | 嘉靖七年（1528年）     | 嘉靖六年九月壬寅由湖廣左布政使改右副都御史升任；嘉靖七年四月癸亥以疾歸。                                                               |
| 唐鳳儀 | 1472年—1539年  | 應韶 | 湖廣寶慶府邵陽 | 嘉靖七年（1528年）     | 嘉靖九年（1530年）     | 號六亭。嘉靖七年四月己巳由順天府府丞遷右僉都御史升任；嘉靖九年五月乙卯回都察院理院事。                                                 |
| 宋滄   | 1483年—1533年  | 伯清 | 山東鉅野       | 嘉靖九年（1530年）     | 嘉靖十二年（1533年）   | 號有台。嘉靖九年六月壬戌由通政使司左通政改右僉都御史升任。十年十月己丑改右副都御史銜；嘉靖十二年五月丙辰予告致仕候代，六月庚辰卒於任。 |
| 楊守禮 | 1484年—1555年  | 秉節 | 北直隸安州     | 嘉靖十二年（1533年）   | 嘉靖十二年（1533年）   | 嘉靖十二年五月癸亥由山東左布政使改右副都御史升任；九月癸丑降謫河南右參政。                                                             |
| 范嵩   | 1483年—1547年  | 邦秀 | 福建甌寧       | 嘉靖十二年（1533年）   | 嘉靖十三年（1534年）   | 號衢村。嘉靖十二年九月庚申由雲南左布政使改右副都御史升任；嘉靖十三年九月己巳遷南京工部右侍郎。                                         |
| 潘鑑   | 1482年—1544年  | 希古 | 南直隸婺源     | 嘉靖十三年（1534年）   | 嘉靖十五年（1536年）   | 嘉靖十三年九月丁丑由四川左布政使改右副都御史升任；嘉靖十五年四月庚子陞遷工部右侍郎總督採大木。                                         |
| 張翰   | 1488年—1566年  | 汝禎 | 遼東廣寧後屯衛 | 嘉靖十五年（1536年）   | 嘉靖十六年（1537年）   | 隸騰驤右衛軍籍。嘉靖十五年五月戊午起原巡撫寧夏右副都御史就任；嘉靖十六年四月致仕。                                                     |
| 吳山   | 1470年—1542年  | 靜之 | 南直隸吳江     | 嘉靖十六年（1537年）   | 嘉靖十七年（1538年）   | 號訒菴。嘉靖十六年五月丙午由應天府府丞改右僉都御史升任；嘉靖十七年十月庚申遷右副都御史巡撫南贛。                                       |
| 李欽   | 約1474～1546年 | 元肅 | 河南固始       | 嘉靖十七年（1538年）   | 嘉靖十九年（1540年）   | 隸通州右衛軍籍。嘉靖十七年十一月戊寅由太僕寺卿改右副都御史升任；嘉靖十九年三月丁巳遷工部右侍郎。                                       |
| 劉大謨 | 1476年—1543年  | 遠夫 | 河南儀封       | 嘉靖十九年（1540年）   | 嘉靖二十二年（1543年） | 號東阜。嘉靖十九年四月甲子起原巡撫山西右僉都御史就任；嘉靖二十二年十二月甲戌遷都察院左副都御史，尋卒於任。                             |
| 丘養浩 | 1496年—1557年  | 以義 | 福建泉州       | 嘉靖二十三年（年）     | 嘉靖二十三年（1544年） | 號集齋。嘉靖二十三年正月丁未由大理寺左少卿改右僉都御史升任，八月壬申遷江西巡撫。                                                       |
| 王大用 | 1479年—1553年  | 時行 | 南直隸興化     | 嘉靖二十三年（1544年） | 嘉靖二十四年（1545年） | 號檗谷，隸興化衛軍籍。嘉靖二十三年九月己亥起原巡撫順天右副都御史就任；嘉靖二十四年六月遷南京刑部右侍郎。                               |
| 蕭一中 | 1488年－1545年 | 執夫 | 湖廣華容       | 嘉靖二十四年（1545年） | 嘉靖二十四年（1545年） | 未上任。嘉靖二十四年七月辛未由浙江左布政使改右僉都御史升任，未任卒。                                                                   |
| 張時徹 | 1500年—1577年  | 維靜 | 浙江寧波府鄞縣 | 嘉靖二十四年（1545年） | 嘉靖二十六年（1547年） | 號東沙。嘉靖二十四年七月庚寅由河南左布政使改右副都御史升任；嘉靖二十六年三月丁卯回籍聽勘。                                             |
| 應大猷 | 1487年—1581年  | 邦升 | 浙江仙居       | 嘉靖二十六年（1547年） | 嘉靖二十六年（1547年） | 號容庵。嘉靖二十六年四月壬午由巡撫雲南右副都御史調任；閏九月乙巳革職閑住。                                                             |
| 嚴時泰 | 1492年—1551年  | 應階 | 浙江餘姚       | 嘉靖二十六年（1547年） | 嘉靖二十七年（1548年） | 嘉靖二十六年十月丙辰由南京 太僕寺卿改右副都御史升任；嘉靖二十七年十一月乙亥遷南京工部右侍郎。                                          |
| 李香   | 1494年—1556年  | 汝蘭 | 江西分宜       | 嘉靖二十七年（1548年） | 嘉靖二十九年（1550年） | 號澗山。嘉靖二十七年十一月庚辰由廣東左布政使改右副都御史升任；嘉靖二十九年六月癸卯遷大理寺卿。                                         |
| 張素   | 約1495～1563年 | 季文 | 雲南安寧       | 嘉靖二十九年（1550年） | 嘉靖三十年（1551年）   | 號碧泉。嘉靖二十九年六月乙卯由四川左布政使改右副都御史升任；嘉靖三十年二月丙戌致仕。                                                   |
| 戴鰲   | 1472年—1559年  | 時鎮 | 浙江寧波府鄞縣 | 嘉靖三十年（1551年）   | 嘉靖三十一年（1552年） | 號靜山。嘉靖三十年三月甲辰由江西左布政使改右副都御史升任；嘉靖三十一年十一月壬午回籍聽勘。                                             |
| 張臬   | 1498年—1572年  | 正野 | 江西進賢       | 嘉靖三十一年（1552年） | 嘉靖三十三年（1554年） | 號百川。嘉靖三十一年十一月庚寅由陝西左布政使改右副都御史升任；嘉靖三十三年十一月戊午遷南京刑部右侍郎。                                 |
| 羅廷繡 | 約1510～1575年 | 公裳 | 陝西淳化       | 嘉靖三十三年（1554年） | 嘉靖三十六年（1557年） | 嘉靖三十三年十一月甲子由太僕寺卿改右僉都御史升任；嘉靖三十六年二月戊申聽調。                                                           |
| 黃光昇 | 1506年—1586年  | 明舉 | 福建晉江       | 嘉靖三十六年（1557年） | 嘉靖三十九年（1560年） | 號癸峰。嘉靖三十六年三月甲寅由四川左布政使改右副都御史升任；嘉靖三十九年四月辛酉陞遷兵部右侍郎暨右僉都御史總督湖廣川貴。               |
| 羅崇奎 | 1507年—1578年  | 子文 | 江西南昌       | 嘉靖三十九年（1560年） | 嘉靖四十年（1561年）   | 嘉靖三十九年四月甲子由四川左布政使改右副都御史升任；嘉靖四十年九月甲辰陞遷總督湖廣川貴。                                               |
| 雷賀   | 1513年—1562年  | 時雍 | 江西豐城       | 嘉靖四十年（1561年）   | 嘉靖四十一年（1562年） | 嘉靖四十年九月己酉由河南左布政使改右副都御史升任；嘉靖四十一年正月命回籍聽勘，尋卒。                                                   |
| 陳堯   | 1502年—1574年  | 敬甫 | 北直隸通州     | 嘉靖四十一年（1562年） | 嘉靖四十二年（1563年） | 號梧岡。嘉靖四十一年正月癸丑由廣西左布政使改右副都御史升任；嘉靖四十二年九月丁亥遷南京戶部右侍郎。                                     |
| 谷中虛 | 1525年—1585年  | 子聲 | 山東海豐       | 嘉靖四十二年（1563年） | 嘉靖四十三年（1564年） | 嘉靖四十二年十月丁巳由湖廣右布政使改右僉都御史升任；嘉靖四十三年十月丙子遷湖廣巡撫。                                                   |
| 劉自強 | 1508年—1582年  | 體乾 | 河南扶溝       | 嘉靖四十三年（1564年） | 嘉靖四十四年（1565年） | 嘉靖四十三年十月己丑自應天府府尹改右副都御史調任；嘉靖四十四年十二月癸酉遷戶部右侍郎總理倉場。                                         |
| 譚綸   | 1520年—1577年  | 子理 | 江西宜黃       | 嘉靖四十四年（1565年） | 嘉靖四十五年（1566年） | 號二華。嘉靖四十四年十二月戊子自巡撫陝西右副都御史調任；嘉靖四十五年十月丙子陞遷兵部右侍郎暨右僉都御史總督兩廣兼巡撫廣西。             |
| 陳炌   | 1514年—1593年  | 文晦 | 江西臨川       | 嘉靖四十五年（1566年） | 隆慶二年（1568年）     | 嘉靖四十五年閏十月辛卯由南京太僕寺卿改右僉都御史升任；隆慶二年四月回京理院事。                                                         |
| 嚴清   | 1524年—1590年  | 公直 | 雲南昆明       | 隆慶二年（1568年）     | 隆慶四年（1570年）     | 號寅所，隸雲南後衛官籍。隆慶二年己未自巡撫貴州右僉都御史調任；隆慶四年四月丙午回京調用。                                               |
| 陳瓚   | 1505年—1578年  | 敬夫 | 北直隸獻縣     | 隆慶四年（1570年）     | 隆慶四年（1570年）     | 號玉泉。隆慶四年癸丑由光祿寺卿改右僉都御史升任，十一月甲申遷左副都御史。                                                               |
| 劉斯潔 | 1516年—1609年  | 原静 | 順天府昌平     | 隆慶四年（1570年）     | 隆慶六年（1572年）     | 號莪山。隆慶四年十一月庚寅由光祿寺卿改右副都御史升任；隆慶六年四月乙丑遷左副都御史，協管院事。                                         |

### 明朝（萬曆～崇禎年間）
| 姓名   | 生卒年         | 字   | 籍贯           | 出任年                 | 卸任年                 | 备注 |
| ------ | -------------- | ---- | -------------- | ---------------------- | ---------------------- | --- |
| 曾省吾 | 1532年—1590年  | 三省 | 湖廣鍾祥       | 隆慶六年（1572年）     | 萬曆三年（1575年）     | 號確庵，隸彭澤衛官籍。隆慶六年四月戊辰由太僕寺少卿改右僉都御史升任。萬曆二年正月癸巳陞右副都御史銜；萬曆三年六月乙未遷兵部右侍郎。                           |
| 羅瑤   | 1519年—1582年  | 國華 | 湖廣巴陵       | 萬曆三年（1575年）     | 萬曆五年（1577年）     | 萬曆三年七月戊戌自巡撫貴州右副都御史調任；萬曆五年二月丁丑調南京刑部侍郎。                                                                                   |
| 王廷瞻 | 1521年—1592年  | 稚表 | 湖廣黃岡       | 萬曆五年（1577年）     | 萬曆八年（1580年）     | 萬曆五年二月辛巳由太僕寺卿改右僉都御史升任；萬曆八年二月庚子遷右副都御史巡撫南贛。                                                                           |
| 張士佩 | 1531年—1609年  | 玫夫 | 陝西韓城       | 萬曆八年（1580年）     | 萬曆十年（1582年）     | 號澽濱，隸韓城衛軍籍。萬曆八年三月丁未由山西左布政使改右副都御史升任；萬曆十年七月庚午遷吏部右侍郎。                                                         |
| 孫光祜 | 約1535～1599年 | 仲篤 | 山西絳州       | 萬曆十年（1582年）     | 萬曆十一年（1583年）   | 萬曆十年七月癸酉自巡撫應天右僉都御史改右副都御史調任；萬曆十一年九月乙巳遷南京大理寺卿。                                                                     |
| 雒遵   | 1527年—1590年  | 道行 | 陝西涇陽       | 萬曆十一年（1583年）   | 萬曆十三年（1585年）   | 號涇波，隸涇陽衛軍籍。萬曆十一年十月庚戌由光祿寺卿改右僉都御史升任；萬曆十三年六月庚申調外任，以左副都御史掌都察院事。                                       |
| 徐元泰 | 1536年—1609年  | 汝賢 | 南直隸宣城     | 萬曆十三年（1585年）   | 萬曆十七年（1589年）   | 號華陽。萬曆十三年七月乙亥自順天府府尹改右副都御史調任。十四年十月丙寅改兵部右侍郎兼右僉都御史銜；萬曆十七年二月辛巳致仕。                                   |
| 李尚思 | 1534年—1615年  | 從學 | 山西曲沃       | 萬曆十七年（1589年）   | 萬曆十九年（1591年）   | 隸曲沃衛軍籍。萬曆十七年二月壬寅由太常寺卿改右副都御史升任；萬曆十九年九月丁亥遷刑部右侍郎。                                                                 |
| 艾穆   | 1536年—1612年  | 和甫 | 湖廣平江       | 萬曆十九年（1591年）   | 萬曆二十年（1592年）   | 號純卿，嘉靖三十七年戊午科舉人。萬曆十九年九月己丑由太僕寺卿改右副都御史升任；萬曆二十年十二月戊子致仕。                                                     |
| 王繼光 | 1557年—1625年  | 於善 | 山東黃縣       | 萬曆二十年（1592年）   | 萬曆二十一年（1593年） | 隸登州衛軍籍。萬曆二十年十二月丙申由太常寺少卿改右僉都御史升任；萬曆二十一年。                                                                               |
| 譚希思 | 1542年—1623年  | 子誠 | 湖廣茶陵       | 萬曆二十二年（1594年） | 萬曆二十七年（1599年） | 號岳南。萬曆二十二年正月庚寅由順天府丞改右僉都御史升任；萬曆二十七年二月戊午為給事中趙完璧糾劾，調南京右副都御史。七月癸酉再為南京吏科給事中 沈世祿劾罷。    |
| 李化龍 | 1554年—1611年  | 于田 | 河南長垣       | 萬曆二十七年（1599年） | 萬曆二十八年（1600年） | 萬曆二十七年三月己亥自總督川貴湖廣右僉都御史兼任；萬曆二十八年八月戊戌回籍守制。                                                                             |
| 孔貞一 | 約1556～1619年 | 紹虞 | 河南杞縣       | 萬曆二十八年（1600年） | 萬曆二十八年（1600年） | 萬曆二十八年九月丁未至十二月壬寅以四川巡按御史代理。 |
| 王象乾 | 1546年—1630年  | 子廓 | 山東新城       | 萬曆二十九年（1601年） | 萬曆三十三年（1605年） | 號霽宇。萬曆二十九年正月癸亥自總督川貴湖廣兵部右侍郎加右僉都御史兼任；萬曆三十三年二月辛巳丁憂，十一月辛卯陞右都御史兼兵部左侍郎服闋起用。                   |
| 喬璧星 | 1550年—1613年  | 文見 | 北直隸臨城     | 萬曆三十三年（1605年） | 萬曆四十年（1612年）   | 號聚垣，原名北星。萬曆三十三年十二月癸卯由大理寺左少卿改右僉都御史升任；萬曆四十年五月己酉致仕。                                                             |
| 李時華 | 1559年—1621年  | 芳麓 | 貴州貴陽       | 萬曆四十年（1612年）   | 萬曆四十年（1612年）   | 萬曆十年壬午科舉人。萬曆四十年五月庚戌至十一月丁未以四川巡按御史代理。                                                                                       |
| 吳用先 | 1562年—1630年  | 本如 | 南直隸休寧     | 萬曆四十年（1612年）   | 萬曆四十四年（1616年） | 一字型中，號餘庵。萬曆四十年十一月戊申由浙江左布政使改右僉都御史升任；萬曆四十四年五月己丑致仕。                                                             |
| 彭端吾 | 1567年—1636年  | 元莊 | 河南夏邑       | 萬曆四十四年（1616年） | 萬曆四十四年（1616年） | 號嵩螺。萬曆四十四年五月庚寅至十月乙巳以四川巡按御史代理。                                                                                                   |
| 饒景暉 | 1558年—1622年  | 廷奎 | 江西建昌       | 萬曆四十四年（1616年） | 萬曆四十七年（1619年） | 號映垣。萬曆四十四年十月丙午由太僕寺卿改右僉都御史升任；萬曆四十七年九月丙申遷南京兵部右侍郎                                                                 |
| 吳之皡 | 約1570～1638年 | 北陽 | 湖廣黃州府黃陂 | 萬曆四十七年（1619年） | 萬曆四十八年（1620年） | 萬曆四十七年十月庚戌至萬曆四十八年七月丁酉以四川巡按御史代理。                                                                                               |
| 徐可求 | 1561年—1621年  | 世範 | 浙江衢州府西安 | 萬曆四十八年（1620年） | 天啟元年（1621年）     | 號觀我。萬曆四十八年七月戊戌由太僕寺少卿改右僉都御史升任；天啟元年九月乙卯於征討奢安之亂戰歿。                                                               |
| 朱燮元 | 1566年—1638年  | 懋和 | 浙江紹興府山陰 | 天啟元年（1621年）     | 天啟五年（1625年）     | 號衡岳。天啟元年十月己丑由四川左布政使改右副都御史升任；天啟五年三月甲戌陞授總督貴州兼制湖廣辰常衡永。                                                       |
| 尹同皋 | 約1582～1633年 | 舜鄰 | 山西興縣       | 天啟五年（1625年）     | 崇禎元年（1628年）     | 天啟五年四月癸巳由太常寺少卿改右僉都御史升任；崇禎元年六月候代，十月乙卯晉兵部右侍郎。                                                                       |
| 田仰   | 1590年—1647年  | 百源 | 貴州思南       | 崇禎元年（1628年）     | 崇禎二年（1629年）     | 崇禎元年六月庚戌由太僕寺卿改右僉都御史升任；崇禎二年三月己巳因行賄劉鴻訓，為御史田時震劾罷。                                                                 |
| 張論   | 1579年—1648年  | 建白 | 河南永寧       | 崇禎二年（1629年）     | 崇禎五年（1632年）     | 號葆一。崇禎二年四月壬辰由四川巡按御史改右副都御史升任；崇禎五年正月甲子致仕。                                                                               |
| 劉漢儒 | 1596年—1665年  | 蓼生 | 順天府大城     | 崇禎五年（1632年）     | 崇禎七年（1634年）     | 號誤庵。崇禎五年二月癸未由太常寺少卿改右僉都御史升任；崇禎七年閏八月乙酉閑住。                                                                               |
| 王維章 | 1685年—1640年  | 大   | 湖廣夷陵       | 崇禎七年（1634年）     | 崇禎十一年（1638年）   | 崇禎七年閏八月癸巳由雲南左布政使改右副都御史升任；崇禎十一年三月癸未因剿寇不力，下詔獄治罪。                                                                 |
| 傅宗龍 | 1591年—1641年  | 仲綸 | 雲南昆明       | 崇禎十一年（1638年）   | 崇禎十二年（1639年）   | 號括蒼。崇禎十一年四月甲午起原保定總督授任；崇禎十二年五月庚申陞任兵部尚書。                                                                                 |
| 邵捷春 | 1584年—1641年  | 肇復 | 福建福州府侯官 | 崇禎十二年（1639年）   | 崇禎十三年（1640年）   | 崇禎十二年五月庚午由四川監軍右參政改右僉都御史升任；崇禎十三年九月甲申議以戰守失據，致流寇入川，遭逮下獄論死，明年八月丁未死獄中。                           |
| 廖大亨 | 1582年—1648年  | 大奇 | 江西清江       | 崇禎十三年（1640年）   | 崇禎十五年（1642年）   | 崇禎十三年十月辛酉由四川監軍道副使改右僉都御史參軍事升任；崇禎十五年五月戊戌以打五蠹，罷官閑住。                                                             |
| 陳士奇 | 1587年—1644年  | 弓甫 | 福建漳浦       | 崇禎十五年（1642年）   | 崇禎十六年（1643年）   | 號平人，隸鎮海衛軍籍。崇禎十五年六月乙巳由四川提學副使改右僉都御史升任；崇禎十六年十月丁丑朝議以不能領兵大事，遷通政使，未赴任，隔年甲申之變後自請協守重慶。 |
| 李化熙 | 1594年—1669年  | 五弦 | 山東長山       | 崇禎十六年（1643年）   | 崇禎十六年（1643年）   | 未上任。崇禎十六年十月庚辰由天津兵備道改右僉都御史升任，旋於十月丁亥遷陝西巡撫。                                                                             |
| 龍文光 | 1586年—1644年  | 中黄 | 廣西雒容       | 崇禎十六年（1643年）   | 崇禎十七年（1644年）   | 號西野。崇禎十六年十一月辛卯由川北參政加右僉都御史升任；義興元年十月癸亥於張獻忠大西軍攻陷成都時殉國。                                                       |
| 劉之勃 | 1598年—1644年  | 安侯 | 陝西鳳翔       | 崇禎十七年（1644年）   | 崇禎十七年（1644年）   | 未上任。義興元年七月壬辰由四川巡按御史改右僉都御史升任。任命未至，十月癸亥於成都殉國。                                                                       |

### 明朝（弘光～永曆年間）
| 姓名   | 生卒年         | 字   | 籍贯           | 出任年               | 卸任年               | 备注 |
| ------ | -------------- | ---- | -------------- | -------------------- | -------------------- | --- |
| 馬乾   | 1591年—1646年  | 雒冰 | 雲南昆明       | 崇禎十七年（1644年） | 紹武元年（1646年）   | 崇禎六年癸酉科舉人。義興元年十二月壬午由川東兵備副使代理巡撫。弘光元年三月壬子以復重慶之功升右副都御史實授；紹武元年十二月丁酉於內江戰歿殉國。 |
| 耿廷籙 | 1600年—1647年  | 虞門 | 雲南臨安府河西 | 弘光元年（1645年）   | 弘光元年（1645年）   | 天啟四年甲子科舉人，未上任。弘光元年三月壬辰由雲南行太僕寺少卿改右僉都御史升任，因沙定洲之亂道阻未至。                                         |
| 王芝瑞 | 1596年—1648年  | 鍾淑 | 應天府江寧     | 隆武元年（1645年）   | 隆武元年（1645年）   | 未上任。隆武元年十二月甲申由光祿寺少卿改兵部右侍郎右僉都御史升任，道阻未至，旋改湖南行太僕寺少卿。                                             |
| 樊一蘅 | 1577年—1651年  | 君帶 | 四川宜賓       | 永曆元年（1647年）   | 永曆元年（1647年）   | 永曆元年正月丁卯起原寧夏巡撫就任。十二月丙申陞兵部尚書總督陝西四川軍務。                                                                       |
| 錢邦芑 | 1606年—1673年  | 開少 | 南直隸丹徒     | 永曆二年（1648年）   | 永曆三年（1649年）   | 選貢。永曆二年正月辛酉由四川巡按御史兼督學僉事改右僉都御史升任；永曆三年十二月庚寅丁憂。                                                       |
| 喻思慥 | 1568年—1650年  | 似棗 | 重慶榮昌       | 永曆四年（1650年）   | 永曆四年（1650年）   | 萬曆三十一年癸卯科舉人。永曆四年正月庚辰巡撫貴州右副都御史加陞左都御史銜兼巡撫四川。十月辛卯卒於任。                                           |
| 熊啟宇 | 1604年—1664年  | 六開 | 江西南昌       | 永曆四年（1650年）   | 永曆六年（1652年）   | 永曆四年十月己亥由川東兵備副使升任署理；永曆六年四月辛丑改右僉都御史巡撫川南。                                                                 |
| 張京   | 1593年—1657年  | 士將 | 湖廣漢陽       | 永曆六年（1652年）   | 永曆十年（1656年）   | 萬曆四十六年戊午科舉人。永曆六年四月壬寅由四川布政使改兵部尚書右副都御史升任；永曆十年十二月癸卯於重慶督軍時戰歿。                             |
| 萬任   | 1612年—1673年  | 二懷 | 貴州銅仁       | 永曆十一年（1657年） | 永曆十二年（1658年） | 永曆十一年正月丁酉自巡撫川南右僉都御史調任；永曆十二年九月甲辰於江津戰敗被俘。                                                                 |
| 程正典 | 約1607～1670年 | 文矩 | 貴州銅仁       | 永曆十二年（1658年） | 永曆十三年（1659年） | 崇禎六年癸酉科舉人。永曆十二年十月乙丑自巡撫川東右僉都御史調任；永曆十三年正月庚子於天字城被圍降清。                                           |
| 文安之 | 1592年—1660年  | 汝止 | 湖廣夷陵       | 永曆十三年（1659年） | 永曆十四年（1660年） | 號鐵庵。永曆十三年閏正月癸亥以內閣大學士兼管；永曆十四年六月丙午成都陷，奔夔州，九月辛巳卒於任。                                               |

### 清朝（順治～乾隆年間）
| 姓名                     | 生卒年         | 字   | 籍贯           | 出任年                 | 卸任年                 | 备注 |
| ------------------------ | -------------- | ---- | -------------- | ---------------------- | ---------------------- | --- |
| 清朝順治三年正月續設巡撫 |                |      |                |                        |                        | |
| 王遵坦                   | 1603年—1647年  | 太平 | 山東青州府益都 | 順治三年（1646年）     | 順治四年（1647年）     | 歲貢。順治三年二月戊寅以四川總兵拔擢升任；順治四年十一月丙午卒於任。 |
| 李國英                   | 1604年—1666年  | 培之 | 遼東遼陽       | 順治四年（1647年）     | 順治十四年（1657年）   | 行伍，隸漢軍正紅旗。順治四年十二月丁卯以四川成都鎮總兵改右僉都御史委署。順治五年夏四月癸卯升右副都御史提督軍務實授。六年十二月己卯加兵部右侍郎銜，十三年冬十月甲午加太子太保；順治十四年九月辛丑著陞少保兼兵部尚書、右副都御史總督陝西三邊四川等處軍務兼理糧餉。   |
| 高民瞻                   | 約1614～1673年 | 天澤 | 遼東廣寧       | 順治十四年（1657年）   | 順治十七年（1660年）   | 順治三年丙戌科舉人，隸漢軍正黃旗。順治十四年九月癸丑由四川巡按改右副都御史、提督軍務升任。十六年閏三月辛巳以招撫硐頭寨長功，加兵部右侍郎銜；順治十七年秋七月平西王吳三桂遵上日查奏上川南道高毓苕所訐巡撫收受郝承裔馬匹等物、在重慶棄城逃遁，大干法紀屬實，著革職。 |
| 佟鳳彩                   | 1622年—1677年  | 高岡 | 遼東遼陽       | 順治十七年（1660年）   | 康熙二年（1663年）     | 隸漢軍正藍旗。順治十七年九月甲子由江西左布政使改右副都御史、提督軍務升任。康熙二年十一月癸巳丁祖母憂。 |
| 劉格                     | 1630年—1694年  | 有道 | 北直隸遵化     | 康熙二年（1663年）     | 康熙十年（1671年）     | 隸漢軍鑲藍旗。康熙二年十二月甲辰自順天府府尹調任。康熙八年三月乙卯加工部侍郎銜，九年五月乙酉以招民議敘加工部尚書銜；康熙十年五月辛未休致。 |
| 羅森                     | 1627年—1681年  | 約齋 | 順天府大興     | 康熙十年（1671年）     | 康熙十三年（1674年）   | 康熙十年六月己酉由甘肅布政使升任。十二年夏四月五月壬申以招民開墾議敘，加工部右侍郎銜。康熙十三年正月丙子改兵部右侍郎銜，旋於正月己丑與提督鄭蛟麟降吳三桂，參與三藩之亂。                                                                                           |
| 張德地                   | 1630年—1694年  | 有道 | 北直隸遵化     | 康熙十三年（1674年）   | 康熙十八年（1680年）   | 康熙十三年二月丁未複任；康熙十八年十一月辛丑以貽誤軍機查辦，十二月丙戌革職。 |
| 杭愛                     | 1628年—1683年  | 勤襄 | 滿洲鑲白旗     | 康熙十九年（1680年）   | 康熙二十二年（1683年） | 黃佳氏。康熙十九年春正月甲寅自陝西巡撫調任；康熙二十二年八月壬寅卒於任。 |
| 韓世琦                   | 1620年—1686年  | 心康 | 山西蒲州       | 康熙二十二年（1683年） | 康熙二十四年（1685年） | 隸漢軍正紅旗。康熙二十二年八月壬戌自偏沅巡撫調任；康熙二十四年秋七月乙亥丁母憂，命回旗守制。 |
| 姚締虞                   | 1626年—1688年  | 歷升 | 湖廣黃州府黃陂 | 康熙二十四年（1685年） | 康熙二十七年（1688年） | 號岱麓。康熙二十四年八月庚寅以都察院左僉都御史升任；康熙二十七年五月戊寅卒於任。 |
| 噶爾圖                   | 約1646～1607年 | －   | 滿洲鑲白旗     | 康熙二十七年（1688年） | 康熙三十二年（1693年） | 巴岳特氏。康熙二十七年六月壬寅自都察院左副都御史調任；康熙三十二年二月丁酉遷山西巡撫。 |
| 于養志                   | 1653年—1714年  | 涵一 | 奉天府瀋陽     | 康熙三十二年（1693年） | 康熙三十九年（1700年） | 康熙三十二年三月乙巳起原偏沅巡撫就任；康熙三十九年春正月壬子與四川提督岳升龍互參，倶革職查辦，後判發往軍前效力。 |
| 齊世武                   | 1667年—1724年  | －   | 滿洲正白旗     | 康熙三十九年（1700年） | 康熙三十九年（1700年） | 佟佳氏，廕生。康熙三十九年正月癸丑調署，五月庚子事畢回京養疾。 |
| 貝和諾                   | 1659年—1721年  | －   | 滿洲正黃旗     | 康熙三十九年（1700年） | 康熙四十三年（1704年） | 富察氏，筆帖式。康熙三十九年六月壬戌自巡撫陝西右副都御史調任；康熙四十三年二月癸酉遷兵部右侍郎。 |
| 能泰                     | 約1670～1720年 | 培亨 | 滿洲鑲白旗     | 康熙四十三年（1704年） | 康熙四十八年（1709年） | 瓜爾佳氏。康熙四十三年二月辛巳由甘肅布政使升任；康熙四十八年八月己亥遷戶部右侍郎。 |
| 葉九思                   | 1657年—1712年  | 開天 | 奉天府瀋陽     | 康熙四十八年（1709年） | 康熙四十八年（1709年） | 貢生，漢軍鑲藍旗，未上任。康熙四十八年八月乙巳由山東布政使升任，旋於九月丁丑改安徽巡撫。 |
| 年羹堯                   | 1679年—1726年  | 亮工 | 安徽懷遠       | 康熙四十八年（1709年） | 康熙六十年（1721年）   | 號雙峰，漢軍鑲黃旗。康熙四十八年九月甲申以內閣學士調任。康熙五十七年六月丁卯命陞授四川總督，仍管理四川巡撫事務。康熙六十年五月乙酉著改兼理陝西總督事務。 |
| 塞爾圖                   | 約1675～1730年 | －   | 滿洲鑲紅旗     | 康熙六十年（1721年）   | 康熙六十一年（1722年） | 他塔喇氏。康熙六十年六月辛卯起原吏部左侍郎署理巡撫事務；康熙六十一年六月辛巳調回京別用。 |
| 蔡珽                     | 1676年—1743年  | 若璞 | 奉天府復州     | 康熙六十一年（1722年） | 雍正二年（1724年）     | 號禹功，隸漢軍正白旗。康熙六十一年七月戊申自翰林院掌院學士改右副都御史調任；雍正二年五月丙午因漫罵屬官，致重慶府知府蔣興仁憤而自盡，命革職解京枷責。 |
| 王景灝                   | 約1678～1735年 | 廣象 | 奉天府開原     | 雍正二年（1724年）     | 雍正三年（1725年）     | 隸漢軍鑲黃旗。雍正二年六月庚子由陝西按察使改右僉都御史升任；雍正三年十二月甲子解任致仕。 |
| 法敏                     | 1681年—1742年  | 肇功 | 滿洲正藍旗     | 雍正三年（1725年）     | 雍正四年（1726年）     | 伊拉里氏，監生。雍正三年十二月乙丑自巡撫湖北兵部侍郎右副都御史調任；雍正四年十月丁丑遷陝西巡撫。 |
| 馬會伯                   | 1675年—1736年  | 樂聞 | 寧夏銀川       | 雍正四年（1726年）     | 雍正五年（1727年）     | 康熙三十九年庚辰科進士武壯元。雍正四年十一月己丑以甘肅提督兼署四川提督就任；雍正五年五月癸酉遷湖北巡撫。 |
| 憲德                     | 1685年—1740年  | 立章 | 蒙古正白旗     | 雍正五年（1727年）     | 雍正十一年（1733年）   | 西魯特氏，廕生。雍正五年六月丙戌自巡撫湖北右僉都御史調任；雍正十一年十二月庚申陞工部尚書。 |
| 鄂昌                     | 1700年—1755年  | 榮庵 | 滿洲鑲藍旗     | 雍正十二年（1734年）   | 雍正十二年（1734年）   | 西林覺羅氏，雍正六年戊申科舉人。雍正十二年春正月戊寅由甘肅布政使署理陝西巡撫改右副都御史升任。十一月癸巳為刑部侍郎申珠渾糾劾其“所辦事件，種種乖張，顛倒國法。”革職拏解來京，交部審訊。                                                                             |
| 竇啟瑛                   | 1688年—1756年  | 修五 | 奉天府盛京     | 雍正十二年（1734年）   | 雍正十三年（1735年）   | 號亦亭，隸漢軍正白旗。雍正十二年十一月甲午至雍正十三年五月甲子以四川布政使護理巡撫印務。 |
| 楊馝                     | 1683年—1765年  | 靜山 | 奉天府遼中     | 雍正十三年（1735年）   | 乾隆元年（1736年）     | 監生，隸漢軍正黃旗。雍正十三年六月己巳以署理湖北巡撫改右副都御史調任；乾隆元年夏四月戊寅命來京陛見。 |
| 王士俊                   | 1683年—1750年  | 灼三 | 貴州平越       | 乾隆元年（1736年）     | 乾隆元年（1736年）     | 號犀川。乾隆元年四月庚辰以署兵部左侍郎兼署，七月辛酉因奏疏內容不當，致聖上大怒，命拏解來京，交法司嚴審定擬。乾隆二年正月丙午罷官回籍為民。 |
| 楊馝                     | 1683年—1765年  | 靜山 | 奉天府遼中     | 乾隆元年（1735年）     | 乾隆二年（1737年）     | 乾隆元年八月丁丑自京回任；乾隆二年三月辛亥以旱情處置無能，罷官閑住。 |
| 碩色                     | 1687年－1759年 | 靜菴 | 滿洲正黃旗     | 乾隆二年（1735年）     | 乾隆四年（1739年）     | 烏雅氏。乾隆二年夏四月己未自巡撫陝西右副都御史調任；乾隆四年六月庚辰遷山東巡撫兼理臨清關倉錢法事務。 |
| 方顯                     | 1672年—1741年  | 周謨 | 湖南岳州府巴陵 | 乾隆四年（1739年）     | 乾隆五年（1740年）     | 號敬齋，歲貢。乾隆四年六月辛巳由署理提督四川布政使升署；乾隆五年秋七月癸酉遷廣西巡撫。 |
| 閻堯熙                   | 1674年—1742年  | 涑陽 | 河南夏邑       | 乾隆五年（1740年）     | 乾隆五年（1740年）     | 乾隆五年七月甲戌至九月丁酉由四川布政使護理巡撫印務。 |
| 碩色                     | 1687年－1759年 | 靜菴 | 滿洲正黃旗     | 乾隆五年（1740年）     | 乾隆八年（1743年）     | 乾隆五年十月戊戌自山東巡撫調任；乾隆八年五月丙午遷河南巡撫。 |
| 紀山                     | 1688年—1751年  | 吉三 | 滿洲鑲紅旗     | 乾隆八年（1743年）     | 乾隆十三年（1748年）   | 科奇哩氏。乾隆八年六月壬子以兵部右侍郎兼鑲藍旗滿洲都統改右副都御史升任。十一年八月己巳至十月丁丑暫署四川提督；乾隆十三年閏七月己巳因與川陝總督張廣泗不和，影響政事甚鉅，令其解任來京。                                                                             |
| 班第                     | 1671年—1755年  | 義烈 | 蒙古鑲黃旗     | 乾隆十三年（1748年）   | 乾隆十三年（1748年）   | 博爾濟吉特氏，官學生。乾隆十三年閏七月庚午以欽差內大臣太子少保兵部尚書署理。十月丙戌緣事降兵部右侍郎，留川辦理糧餉事務。 |
| 鄂昌                     | 1700年—1755年  | 榮庵 | 滿洲鑲藍旗     | 乾隆十三年（1748年）   | 乾隆十三年（1748年）   | 未上任。乾隆十三年自九月壬子自署理廣西巡撫加兵部右侍郎右副都御史銜調任；十一月庚辰改遷甘肅巡撫。 |
| 宋厚                     | 約1710～1775年 | 中矩 | 江蘇蘇州府元和 | 乾隆十三年（1748年）   | 乾隆十三年（1748年）   | 監生。乾隆十三年十月丁亥至十一月辛巳以四川按察使署理四川布政使護理巡撫印務。 |